# قانون نوبك
قانون نوبك وهو الاختصار الإنجليزي لعبارة No Oil Producing and Exporting Cartels هوَ مُقترح مشروع اقتُرحَ عام 2007 داخل أروقة الكونغرس لمناقشته ومنذ ذلك الوقت والجدل يتجددُ بين الفينة والأخرى حوله. يهدفُ مشروع القرار أو مشروع القانون إلى إزالة حصانة الدول المُصدّرة للنفط أوبك بالإضافة إلى باقي شركات النفط الوطنية. تُحاول الولايات المتحدة من خلال هذا القانون مكافحة الاحتكار والضغط على باقي دول العالم من أجل الرفع من إمدادات العالم من النفط وما يترتب على ذلك من تأثير على الأسعار. على الرغم من ذلك فقد فشلَ أعضاء الكونغرس في تمرير القانون لحدّ الساعة بسبب اختلاف وجهات نظر المُشرعين حوله.
يُعدّ السيناتور هيرب كول أول من قدّم هذا المشروع في حزيران/يونيو 2000 وقد نال دعم القليل من المشرعين حينها في مُقابل معارضة الغالبية له. عاد هذا القانون للواجهة مُجددًا عام 2007 بصيغة جديدة حينما اقترحَ جون كونيرز مشروعًا مشابهًا ومُطابِقًا له لكنّه نال مجددًا دعمَ 11 مشرعًا فقط.

## قضايا جدليّة
كان رؤساء الولايات المتحدة تباعًا يلوحون في كل مرّة بالقانون، وفي السياق ذاته فقد قامَ مركز دراسات الطاقة العالمية في لندن بدراسة مُفصّلة خلص فيها إلى أنّ منظمة أوبك قد ساهمت في دفع أسعار النفط في عام 2008 إلى ما فوق 60 دولارًا/للبرميل الواحد. استنتجت الدراسة كذلك أن أوبك تُساهم بشكل مباشر وغير مباشر في زيادة السعر المركزي للنفط مما يتسببُ في زيادة سعره لدى المستهلك بما في ذلك الولايات المتحدة والمملكة المتحدة أيضًا.
حاولَ العديد من أنصار مشروع القانون في الكونغرس وخارجه الضغط من أجل سنّه لدرجة أنّ المشرّعَ كونيرز قد قالَ في تصريح صحفي: «إنّ تهديدَ إدارة بوش باستخدام حق النقض ضد هذا القانون هو مجرد دليل آخر على أن هذه الإدارة تفضل شركات النفط العالميّة على المستهلك الأمريكي». جدير بالذكر هنا أنّ باراك أوباما و‌هيلاري كلينتون كانا قد صوّتا بنعم لصالحِ المشروع.

## النقاش المستمر والاحتمالات المستقبلية
منذ عام 2000 والجدل يتواصلُ في كلّ مرة حول مشروع القانون، فمن ناحيّة أولى ستسفيدُ الولايات المتحدة – في حالة ما تمّ الموافقة على المشروع – من انخفاض أسعار النفط لكنها ستُضر بمصالح الدول النفطية بما في ذلك بعضٌ من حلفائها داخل منظمة أوبك. يبقى القانون مُعقدًا نوعًا ما ومن غير المعروف ما سينتجُ عنه في حالة ما تمت الموافقة عليه كما من غير المعروف إمكانية التزام الدول النفطية به لكنّ الأكثر أهمية من هذا – حسب مُراقببن – هو التطورات المتعلقة بقانون مكافحة الاحتكار خارج الولايات المتحدة بما في ذلك داخلَ البرازيل والمملكة المتحدة. قد يُعزّز هذا القانون من رغبة دول أخرى في سنّ قانون مثله على غرار الاتحاد الأوروبي ودول أخرى قد تحذو حذوه.